# Roland Petit
Roland Petit (Villemomble, 13 de janeiro de 1924 - Genebra, 10 de julho de 2011) foi um coreógrafo e bailarino francês.

## Biografia
Roland Petit nasceu em Villemomble, França perto de Paris, França, filho de pai francês e mãe italiana Rose Repetto. Petit frequentou a Escola de Ballet da Ópera de Paris sob a orientação de Gustave Ricaux e Serge Lifar, começando a dançar no "corps de ballet" em 1940. Em 1945 ele fundou a companhia Ballet des Champs-Élysées e em 1948 a companhia Ballet de Paris no Teatro Marigny com Zizi Jeanmaire como estrela da companhia.
Roland Petit colaborou com Serge Gainsbourg, Yves Saint-Laurent e César Baldaccini participando também em diversos filmes quer franceses, quer americanos.
Em 1968 o seu ballet Turangalîla provocou alguma agitação na Ópera de Paris. Quatro anos depois, em 1972, Petit fundou o Ballet National de Marseille com o bailado Pink Floyd Ballet dirigindo a companhia pelos 26 anos seguintes, contando com a cooperação dos artistas Jean Carzou, Max Ernst, entre outros para a elaboração dos cenários.
Roland Petit foi um inovador e incansável coreógrafo do século XX nunca deixando de se reinventar e surpreender com o seu estilo e obra.
Petit colaborou também com noveaux réalistes como Martial Raysse, Niki de Saint Phalle e Jean Tinguely.
Roland Petit destacou-se especialmente com as suas obras Le jeune homme et la mort em 1946 e Carmen em 1949.
Em 1994 recebe o Prix Benois de la Danse como coreógrafo.

## Vida pessoal
Em 1947, sua mãe, Rose Repetto, fundou a companhia Repetto a seu pedido.
Em 1954, Petit casa com a bailarina Zizi Jeanmaire tendo mais tarde nascido a sua única filha Valentine Petit, bailarina e actriz.
Roland Petit lançou as suas memórias em 1993 no livro J'ai dansé sur les flots.
Morre em Genebra, Suíça aos 87 anos vítima de leucemia.

## Obra
Ao longo da sua carreira, Petit coreografou 176 bailados, entre eles:
- Guernica (1945)
- Le jeune homme et la mort (1946)
- Les forains (1948)
- Carmen (1949)
- Ballabile (1950)
- Le loup (1953)
- The Lady in the Ice (1953)
- Notre-Dame de Paris (1965)
- Paradise Lost (1967)
- Kraanerg (1969)
- Pink Floyd Ballet (1972)
- Roland Petit Ballet (1973)
- Proust, ou Les intermittences du coeur (1974)
- Coppélia (1975)
- La symphonie fantastique (1975)
- Le fantôme de l’Opéra (1980)
- Les amours de Frantz (1981)
- The Four Seasons (música de Antonio Vivaldi, 1984)
- The Blue Angel (1985)
- Clavigo (1999)
- Duke Ellington (2001)
- Les chemins de la création (2004)